# Lycosa quadrimaculata
Lycosa quadrimaculata este o specie de păianjeni din genul Lycosa, familia Lycosidae, descrisă de Lucas, 1858.
Este endemică în Gabon. Conform Catalogue of Life specia Lycosa quadrimaculata nu are subspecii cunoscute.